# Giulio Deflorian
Giulio Deflorian (* 13. Januar 1936 in Ziano di Fiemme; † 17. Februar 2010 ebenda) war ein italienischer Skilangläufer.
Deflorian, der für den G.S. Fiamme Gialle startete, trat international erstmals bei den Nordischen Skiweltmeisterschaften 1958 in Lahti in Erscheinung. Dort kam er auf den 35. Platz über 15 km und auf den fünften Rang mit der Staffel. Bei den Olympischen Winterspielen 1960 in Squaw Valley belegte er den 14. Platz über 15 km, den 11. Rang über 30 km und den fünften Platz mit der Staffel. Zwei Jahre später holte er bei den Nordischen Skiweltmeisterschaften in Zakopane die Bronzemedaille über 30 km. Zudem wurde er dort erneut Fünfter mit der Staffel. Bei den Olympischen Winterspielen 1964 in Innsbruck lief er auf den 18. Platz über 15 km und auf den fünften Rang mit der Staffel. Ende Februar 1966 gewann er bei den Nordischen Skiweltmeisterschaften in Oslo die Bronzemedaille mit der Staffel. Seine letzten internationalen Rennen absolvierte er bei den Olympischen Winterspielen 1968 in Grenoble. Dort lief er auf den 15. Platz über 15 km, auf den sechsten Rang mit der Staffel und auf den fünften Platz über 30 km.